# Frédéric Lenormand
Pour les articles homonymes, voir Lenormand.
Frédéric Lenormand, né le 5 septembre 1964 à Paris IVe, est un écrivain français, auteur notamment de romans policiers historiques et d'ouvrages de littérature d'enfance et de jeunesse.

## Biographie
Fils d'un professeur de mathématiques à l'Université de Paris VIII et de la directrice du centre de documentation du Planning familial, son enfance baigna dans la culture, la littérature et les mythes asiatiques. Après un bac de langues en 1982 (il parle russe, anglais et italien), il poursuit ses études à l'Institut d'études politiques de Paris puis à la Sorbonne.
À Madrid, en 1988, il écrit cinq romans coup sur coup afin de cerner ses possibilités littéraires. L'un d'entre eux, Le Songe d'Ursule, inspiré par le cycle de Carpaccio conservé au musée de l'Académie, lui vaut le prix Del Duca du jeune romancier.
En 1989, le montant du prix en poche, il va vivre à New York, où il écrit Les Fous de Guernesey ou les Amateurs de littérature, publié par les éditions Robert Laffont.
Dans les années 1990, il reçoit un certain nombre de prix, bourses et encouragements divers, dont la prestigieuse Bourse du Jeune Romancier de la Fondation Lagardère, le Prix Thyde-Monnier de la Société des gens de lettres, la bourse Villa Médicis Hors les Murs et le Prix François-Mauriac de l'Académie française.
La série Voltaire mène l'enquête reçoit en 2011 le prix Arsène-Lupin du roman policier, le prix du Zinc de la Ville de Montmorillon et le prix Historia du roman policier historique.

## Regards sur l'œuvre
Auteur de romans historiques, il aborde d'abord le XVIIIe siècle, la Révolution, la Terreur, les maisons de santé transformées en prisons à cette époque - avec : La Pension Belhomme (sur les prisonniers de cette maison de fous), et Douze tyrans minuscules (sur les policiers qui les y enfermèrent).
Il glisse ensuite des policiers de la Terreur à ceux de la Chine ancienne, en donnant une suite aux romans chinois de Robert van Gulik avec Les Nouvelles Enquêtes du juge Ti.
Lenormand est parallèlement l'auteur de récits pour les enfants, dont le cycle de L'Orphelin de la Bastille (éditions Milan), centré également sur la Révolution française.

## Traductions  à l'étranger
Les Nouvelles enquêtes du juge Ti sont traduites en allemand (Kuebler Verlag), en tchèque (Garamond), en espagnol (Ediciones Paidos Iberica), en portugais (Europress) et en bulgare (éditions Paradox).
Les Mystères de Venise sont traduits en allemand (Thiele Verlag) et en italien (Newton Compton Editori).
Je m'envole est traduit en italien (Ape Junior) et en coréen (Chung Ang Publishing et Woongjin pour l'édition de poche).
Angélique et le café est traduit en coréen (Chung Ang Publishing).
La Baronne meurt à cinq heures est traduit en coréen.
La série Au Service secret de Marie-Antoinette est traduite en serbe (éditions Vulkan) en italien (éditions Mondadori), en portugais (éditions Planeta), en hongrois (éditions Kossuth Kiadó), en grec (éditions Ελληνικά Γράμματα), en tchèque (éditions Garamond) et en russe (éditions Sindbad).
Madame la marquise et les gentlemen cambrioleurs est traduit en allemand (Editions Dumont).
Le Retour d'Arsène Lupin est traduit en tchèque (Garamond). 

## Œuvre

### Romans

#### SérieVoltaire mène l'enquête
- La Baronne meurt à cinq heures : roman, Paris, Éditions Jean-Claude Lattès, 2011, 280 p. (ISBN 978-2-7096-3555-4, BNF 42338169), prix Arsène Lupin 2011[1] Rééd. Le Masque, coll. « Labyrinthes », 2012, 310 p.  (ISBN 978-2-7024-3642-4) ; Le Livre de poche, coll. « Policier » (no 32938), 2013, 288 p.  (ISBN 978-2-253-16254-4)
- Meurtre dans le boudoir : roman, Paris, Éditions Jean-Claude Lattès, 2012, 321 p. (ISBN 978-2-7096-3941-5) Rééd. Le Masque, coll. « Masque Poche » (no 10), 2013, 340 p.  (ISBN 978-2-7024-3901-2) ; Le Livre de poche, coll. « Policier » (no 33133), 2014, 288 p.  (ISBN 978-2-253-16889-8)
- Le Diable s’habille en Voltaire, Paris, Éditions Jean-Claude Lattès, 2013, 300 p.  (ISBN 978-2-7096-4290-3) Rééd. Le Masque, coll. « Masque Poche » (no 39), 2014, 340 p.  (ISBN 978-2-7024-4080-3) ; Le Livre de poche, coll. « Policier » (no 33683), 2015, 288 p.  (ISBN 978-2-253-17778-4)
- Crimes et Condiments, Paris, Éditions Jean-Claude Lattès, 29 janvier 2014, 337 p.  (ISBN 978-2-7096-4596-6) Rééd. Le Masque, coll. « Masque Poche » (no 55), 2015, 350 p.  (ISBN 978-2-7024-4168-8) ; Le Livre de poche, coll. « Policier » (no 34119), 2016, 280 p.  (ISBN 978-2-253-18448-5)
- Élémentaire, mon cher Voltaire !, Paris, Éditions Jean-Claude Lattès, 2015, 300 p.  (ISBN 978-2-7096-4861-5) Rééd. Le Masque, coll. « Masque poche » no 70, 2016, 300 p.  (ISBN 978-2-7024-4569-3) ; Le Livre de poche, coll. « Policier » (no 34423), 2017, 245 p.  (ISBN 978-2-253-08621-5)
- Querelle de Dieppe, Paris, Éditions Createspace, 2015, 92 p.  (ISBN 978-1-5196-5808-1)
- Docteur Voltaire et mister Hyde, Paris, Éditions Jean-Claude Lattès, 2016, 280 p.  (ISBN 978-2-7096-5616-0) Rééd. Le Masque, coll. « Masque poche », 2017, 336 p.  (ISBN 978-2-7024-4858-8) ; Le Livre de poche, coll. « Policier » (no 34827), 2018, 236 p.  (ISBN 978-2-253-08610-9)
- Meurtre à l’anglaise, Paris, Éditions Createspace, 2016, 126 p.  (ISBN 978-1-9746-9254-5)
- Ne tirez pas sur le philosophe !, Paris, Éditions Jean-Claude Lattès, 2017, 280 p.  (ISBN 978-2-7096-5968-0) Rééd. Le Livre de poche, coll. « Policier » (no 35441), 2019, 264 p.  (ISBN 978-2-253-01448-5)
- Panique à Rouen, Paris, Éditions Createspace, 2017, 124 p.  (ISBN 978-1-5370-8147-2)
- Un carrosse nommé Désir, Paris, Éditions Jean-Claude Lattès, 2018, 330 p.  (ISBN 978-2-7096-6172-0) Rééd. Le Livre de poche, coll. « Policier » (no 36682), 2022, 264 p.  (ISBN 978-2-253-10401-8)
- Comment entrer à l'Académie en évitant les balles, Paris, Éditions Createspace, 2018, 152 p.  (ISBN 978-1-7069-8248-7)
- Mélodie pour un tueur, Paris, Éditions Jean-Claude Lattès, 2020, 280 p.  (ISBN 978-2-7096-6624-4) Rééd. Le Livre de poche, coll. « Policier » (no 37415), 2023, 256 p.  (ISBN 978-2-253-24275-8)

#### SérieLes Mystères de Venise
(en partie publiée sous le pseudonyme Loredan)
- Loredan, Leonora agent du doge : les mystères de Venise, Paris, Fayard, 1er octobre 2008, 352 p. (ISBN 978-2-213-63763-1)

Leonora agent du doge, Versailles, Éditions Feryane, coll. « Policier », 15 septembre 2009, 437 p. (ISBN 978-2-84011-925-8)
Leonora agent du doge, Paris, Le Livre de poche, coll. « Policier » (no 31767), 14 avril 2010, 352 p. (ISBN 978-2-253-12973-8)
- Loredan, La Nuit de San Marco, Paris, Fayard, 8 avril 2009, 336 p. (ISBN 978-2-213-64344-1)

La Nuit de San Marco, Versailles, Éditions Feryane, coll. « Policier », 9 janvier 2010, 391 p. (ISBN 978-2-84011-946-3)
La Nuit de San Marco, Paris, Le Livre de poche, coll. « Policier » (no 32434), 11 janvier 2012, 312 p. (ISBN 978-2-253-16141-7)
- Loredan, Confessions d’un masque vénitien, Paris, Fayard, 10 mars 2010, 300 p. (ISBN 978-2-213-65455-3)

Loredan, Confessions d’un masque vénitien, Paris, Éditions Corps 16, coll. « Police », 1er avril 2011, 392 p. (ISBN 978-2-84057-781-2)
- Loredan, Crimes, gondoles et pâtisserie : Les mystères de Venise, Paris, Fayard, 30 mars 2011, 288 p. (ISBN 978-2-213-66221-3)

Loredan, Crimes, gondoles et pâtisserie, Paris, Éditions Corps 16, coll. « Police », 1er septembre 2011, 308 p. (ISBN 978-2-84057-784-3)
- Les Îles mystérieuses, Paris, Fayard, 2 mai 2012, 280 p. (ISBN 978-2-213-66895-6)

#### SérieArsène Lupin
- Le Retour d'Arsène Lupin. Paris : Le Masque, 10/2018, 252 p.  (ISBN 978-2-7024-4905-9) Rééd. Le Masque, coll. « Poche », 11/2019, 268 p.  (ISBN 978-2-7024-4938-7)
- Le Noël d’Arsène Lupin. Paris : Le Masque, 11/2019, 254 p.  (ISBN 978-2-7024-4935-6)
- Un amour d'Arsène Lupin. Paris : Le Masque, 01/2021, 250 p.  (ISBN 978-2-7024-4968-4)
- La Vie privée d'Arsène Lupin. Paris : Le Masque, 03/2022, 237 p.

#### SérieAu service secret de Marie Antoinette
1. L'Enquête du Barry. Paris : La Martinière, 10/2019, 330 p.  (ISBN 978-2-7324-9188-2) Rééd. Paris : La Martinière, 03/2020, 330 p.  (ISBN 978-2-7324-9495-1) Rééd. Carrières-sur-Seine : À vue d’œil, coll. « 16 », 11/2019, 408 p.  (ISBN 979-10-269-0385-7)Réed Paris, Points, 01.2023
2. Pas de répit pour la reine. Paris : La Martinière, 05/2019, 351 p.  (ISBN 978-2-7324-9068-7) Rééd. Carrières-sur-Seine : À vue d’œil, coll. « 16 », 11/2019, 408 p.  (ISBN 979-10-269-0385-7)Réed Paris, Points,01.2023
3. La Mariée était en Rose Bertin. Paris : La Martinière, 03/2020, 312 p., Réed Paris, Points, 01.2023  (ISBN 978-2-7324-9219-3)
4. La Femme au pistolet d’or. Paris : La Martinière, 10/2020, 360 p., Réed Paris , Points, 01.2023  (ISBN 978-2-7324-9509-5) Rééd. Carrières-sur-Seine : À vue d’œil, coll. « 20 », 07/2021, 598 p.  (ISBN 979-10-269-0506-6)
5. La reine se confine !. Paris : La Martinière, 04/2021, 336 p., Réed Paris, Points, 11.2023  (ISBN 978-2-7324-9727-3)
6. Le coiffeur frise toujours deux fois. Paris : La Martinière, 2021, Réed Paris, Points, 11.2023
7. Les Fourberies d'Escarpin. Paris : La Martinière, 2022
8. Crime et chat qui ment. Paris : La Martinière, 2022
9. Mort sur le fil. Paris : La Martinière, 2023
10. Coiffeur pour drames, Paris, La Martinière, 2024

#### SérieLes Enquêtes de Loulou Chandeleur
1. Seules les femmes sont éternelles. Paris : La Martinière, 11/2017, 285 p.  (ISBN 978-2-7324-8666-6)
2. Les Taties flingueuses. Independently published, 03/2019, 147 p.  (ISBN 9781798704523)

#### SérieLes Enquêtes de Charlock le chat
1. Le Chat qui en savait trop. Independently published, 02/2018, 161 p.  (ISBN 978-1985666900)
2. Ne tirez pas sur le chat moqueur. Independently published, 06/2020, 208 p.  (ISBN 979-8656411592)

#### SérieL'Orphelin de la Bastille
- L'Orphelin de la Bastille, Toulouse, Éditions Milan, coll. « Milan poche histoire » (no 1), 31 août 2002, 139 p. (ISBN 2-7459-0673-9, BNF 38900441)
- Révolution !, Toulouse, Éditions Milan, coll. « Milan poche histoire » (no 13), 11 mai 2003, 163 p. (ISBN 2-7459-1128-7, BNF 39032920)
- La Grande Peur, Toulouse, Éditions Milan, coll. « Milan poche histoire » (no 21), 17 mars 2004, 162 p. (ISBN 2-7459-1346-8, BNF 39178158)
- Les Derniers Jours de Versailles, Toulouse, Éditions Milan, coll. « Milan poche histoire » (no 29), 9 septembre 2005, 181 p. (ISBN 2-7459-1370-0, BNF 40068723)
- Les Savants de la Révolution, Toulouse, Éditions Milan, coll. « Milan poche histoire » (no 36), 7 septembre 2006, 217 p. (ISBN 978-2-7459-2324-0, BNF 40931603)

#### SérieLes Nouvelles Enquêtes du juge Ti
- Le Château du lac Tchou-an : Une nouvelle enquête du juge Ti, Paris, Fayard, 2004, 214 p. (ISBN 978-2-213-61798-5, BNF 39132857)

Le Château du lac Tchou-an, Paris, Éditions Points, coll. « Policier » (no P1541), 2006, 217 p. (ISBN 978-2-7578-0048-5, BNF 40923282)
- La Nuit des juges : une nouvelle enquête du juge Ti, Paris, Fayard, 2004, 216 p. (ISBN 978-2-213-62010-7, BNF 39211642)

La Nuit des juges, Paris, Éditions Points, coll. « Policier » (no P1542), 2006, 224 p. (ISBN 978-2-7578-0049-2, BNF 40924372)
- Le Palais des courtisanes : Une nouvelle enquête du juge Ti, Paris, Fayard, 2004, 264 p. (ISBN 978-2-213-62249-1, BNF 39281986)

Le Palais des courtisanes, Paris, Éditions Points, coll. « Policier » (no P1600), 2007, 288 p. (ISBN 978-2-7578-0050-8, BNF 40983105)
- Petits Meurtres entre moines : une nouvelle enquête du juge Ti, Paris, Fayard, 2004, 240 p. (ISBN 978-2-213-62248-4, BNF 39281981)

Petits Meurtres entre moines, Paris, Éditions Points, coll. « Policier » (no P1832), 2008, 256 p. (ISBN 978-2-7578-0051-5, BNF 41188091)
- Madame Ti mène l'enquête : Une nouvelle enquête du juge Ti, Paris, Fayard, 2005, 312 p. (ISBN 978-2-213-62440-2, BNF 39967596)

Madame Ti mène l'enquête, Paris, Éditions Points, coll. « Policier » (no P1833), 2008, 320 p. (ISBN 978-2-7578-0052-2, BNF 41187077)
- Mort d'un cuisinier chinois : une nouvelle enquête du juge Ti, Paris, Fayard, 2005, 288 p. (ISBN 978-2-213-62667-3, BNF 40084945)

Mort d'un cuisinier chinois, Paris, Éditions Points, coll. « Policier » (no P2044), 2008, 288 p. (ISBN 978-2-7578-0053-9, BNF 41393427)
- L'Art délicat du deuil : Une nouvelle enquête du juge Ti, Paris, Fayard, 2006, 264 p. (ISBN 978-2-213-62851-6, BNF 40207368)

L'Art délicat du deuil, Paris, Éditions Points, coll. « Policier » (no P2288), 2009, 288 p. (ISBN 978-2-7578-1647-9, BNF 42098283)
- Mort d'un maître de go : Une nouvelle enquête du juge Ti, Paris, Fayard, 2006, 260 p. (ISBN 978-2-213-63088-5, BNF 40239227)

Mort d'un maître de go, Paris, Éditions Points, coll. « Policier », 2010, 288 p. (ISBN 978-2-7578-1955-5)
- Dix petits démons chinois, Paris, Fayard, 2007, 240 p. (ISBN 978-2-213-63197-4, BNF 40998299)

Dix petits démons chinois, Paris, Éditions Points, coll. « Policier » (no P2589), 2011, 288 p. (ISBN 978-2-7578-2305-7, BNF 42395713)
- Médecine chinoise à l'usage des assassins, Paris, Fayard, 2007, 288 p. (ISBN 978-2-213-63356-5, BNF 41052574)
- Guide de survie d'un juge en Chine : une nouvelle enquête du juge Tï, Paris, Fayard, 2008, 252 p. (ISBN 978-2-213-63602-3, BNF 41193153)

Guide de survie d'un juge en Chine, Paris, Éditions Points, coll. « Policier » (no P2692), 2011, 256 p. (ISBN 978-2-7578-2498-6)
- Panique sur la Grande Muraille, Paris, Fayard, 2008, 288 p. (ISBN 978-2-213-63725-9, BNF 41294432)
- Le Mystère du jardin chinois : une nouvelle enquête du juge Ti, Paris, Fayard, 2009, 270 p. (ISBN 978-2-213-64291-8, BNF 41431275)
- Diplomatie en kimono : Une nouvelle enquête du juge Ti, Paris, Fayard, 2009, 252 p. (ISBN 978-2-213-65144-6, BNF 42079694)
- Thé vert et Arsenic : une nouvelle enquête du juge Ti, Paris, Fayard, 2010, 252 p. (ISBN 978-2-213-65457-7, BNF 42186934)

Thé vert et Arsenic, Paris, Éditions Points, coll. « Policier » (no P4065), 2015, 264 p. (ISBN 978-2-7578-3632-3)
- Un Chinois ne ment jamais : une nouvelle enquête du juge Ti, Paris, Fayard, 2010, 300 p. (ISBN 978-2-213-65576-5, BNF 42292619)

Un Chinois ne ment jamais : Diplomatie en kimono, Paris, Éditions Points, coll. « Policier » (no P4231), 2016, 494 p. (ISBN 978-2-7578-5293-4)
- Divorce à la chinoise, Paris, Fayard, 2011, 276 p.  (ISBN 9782213662930)[2]
- Meurtres sur le fleuve jaune, Fayard, 2011, 300 p.  (ISBN 9782213666730)[3]
- Divorce à la chinoise : Meurtres sur le fleuve Jaune, Paris, Éditions Points, coll. « Policier » (no P4664), 2017, 474 p. (ISBN 978-2-7578-6872-0)
- La Longue Marche du juge Ti, Fayard, 2012, 246 p.  (ISBN 9782213671338)[4]

La Longue Marche du juge Ti, Paris, Éditions Points, coll. « Policier » (no P4738), 2018, 506 p. (ISBN 978-2-7578-6873-7)
- L'Énigme du dragon d’or, Createspace, 2014
- Le Bon, la Brute et le Juge Ti : Une Nouvelle Enquête du Juge Ti, Createspace, 2015, 136 p. (ISBN 978-1-5173-4046-9)
- L’Art de cuisiner le suspect et le canard laqué, Createspace, 2017, 142 p. (ISBN 978-1-5432-2356-9)
- Mort dans un champ de lotus, Createspace 2018
- Meurtre au Nouvel an chinois, Createspace 2020
- Le Secret du phénix de jade, Createspace 2021

#### Autres romans
- Les Insulaires ou Quelques Dieux sauvages, Paris, Éditions de Septembre, 1990, 173 p. (ISBN 978-2-87914-002-5, BNF 35106908)
- Les Fous de Guernesey ou les Amateurs de littérature : roman, Paris, Robert Laffont, 1991, 365 p. (ISBN 2-221-07149-2, BNF 35468869)  — Roman qui traite de l'exil de Victor Hugo dans les îles Anglo-Normandes
- L'Ami du genre humain : roman, Paris, Robert Laffont, 1  1993, 371 p. (ISBN 2-221-07671-0, BNF 35592355)  — Roman ayant trait à l'Affaire Molière - Corneille
- L'Odyssée d'Abounaparti, Paris, Robert Laffont, 1994, 394 p. (ISBN 2-221-08014-9, BNF 35749655)  — Traite des savants qui participèrent à la Campagne d'Égypte.

L'Odyssée d'Abounaparti, Paris, Pocket (no 10074), 1997, 348 p. (ISBN 2-266-07185-8, BNF 35862668)
- Mademoiselle Chon du Barry ou Les Surprises du destin : roman, Paris, Robert Laffont, 1996, 174 p. (ISBN 2-221-08393-8, BNF 35850251)  — Traite de la belle-sœur de la dernière favorite, Madame du Barry.
- Les Princesses vagabondes : roman, Paris, Éditions Jean-Claude Lattès, 1998, 201 p. (ISBN 2-7096-1902-4, BNF 36978821)  — Traite de l'errance, sous la Révolution, de Mesdames, Madame Adélaïde et Madame Victoire, les tantes de Louis XVI.

Les Princesses vagabondes, Paris, Corps 16, février 1999, 240 p. (ISBN 2-84057-260-5)
- La Jeune Fille et le Philosophe : roman, Paris, Fayard, août 2000, 361 p. (ISBN 2-213-60721-4, BNF 37117293)  — Roman relatif à une pupille de Voltaire, Mademoiselle Corneille, fondé sur une anecdote historique. En 1761, Voltaire, réfugié à Ferney, recueille une descendante de Pierre Corneille tombée dans la misère et l'éduque selon ses principes philosophiques, avec l'intention de faire d'elle la parfaite jeune fille des Lumières.[5]
- Un beau captif : roman, Paris, Fayard, 2001, 301 p. (ISBN 2-213-60946-2, BNF 37636607)  — Relate les aventures d'un faux Louis XVII à Châlons-en-Champagne, sous le Directoire.
- Un thé chez Confucius ou Une enquête du juge Bao, Paris, Éditions Philippe Picquier, 2012, 254 p. (ISBN 978-2-8097-0329-0)
- Cent une princesses, Paris, Chez l'auteur, 2014, 262 p. (ISBN 978-1-0908-0099-2)
- Qui en veut au Marquis de Sade ?, Paris, J'ai lu (no 11223), 2015, 285 p. (ISBN 978-2-290-09855-4)
- Madame la marquise et les gentlemen cambrioleurs, Bernay, City poche, 2017, 265 p. (ISBN 978-2-8246-1092-4)
- Seules les femmes sont éternelles, Paris, La Martinière, 2017, 285 p. (ISBN 978-2-7324-8666-6)

### Ouvrages de littérature d'enfance et de jeunesse
Deux des ouvrages de cette série ont fait l'objet d'une réédition avec un nouvel illustrateur.
- La Nuit de toutes les couleurs, Toulouse, Milan, coll. « Milan poche cadet : éclats de rire » (no 7), 28 mai 1999, 39 p. (ISBN 2-84113-853-4, BNF 37183141)  — Ouvrage illustré par Émilie Chollat.
- Une histoire à dormir debout, Toulouse, Milan, coll. « Milan poche cadet : aventure » (no 13), 7 septembre 1999, 39 p. (ISBN 2-84113-896-8, BNF 37103076)  — Ouvrage illustré par Gwen Keraval.

Une histoire à dormir debout, Toulouse, Milan, coll. « Milan poche cadet : aventure » (no 13), 8 octobre 2008, 33 p. (ISBN 978-2-7459-2824-5, BNF 41385195)  — Ouvrage illustré par Princesse Camcam.
- Petit Lapin a disparu, Toulouse, Milan, coll. « Milan poche benjamin : quel mystère ! » (no 3), 26 avril 2000, 23 p. (ISBN 2-7459-0054-4, BNF 37189695)  — Ouvrage illustré par Isabelle Chatellard.

Petit Lapin a disparu, Toulouse, Milan, coll. « Milan poche benjamin : quel mystère ! » (no 3), 4 mars 2009, 22 p. (ISBN 978-2-7459-3633-2, BNF 41468583)  — Ouvrage illustré par Hervé Le Goff.
- Je m'envole, Toulouse, Milan, coll. « Milan poche benjamin : quelle vie ! » (no 7), 26 avril 2000, 23 p. (ISBN 2-7459-0058-7, BNF 37189702)  — Ouvrage illustré par Olivier Latyk.
- La Princesse Météo, Toulouse, Milan, coll. « Milan poche cadet : éclats de rire » (no 94), 16 septembre 2005, 38 p. (ISBN 978-2-7459-1695-2, BNF 40069849)  — Ouvrage illustré par Frédéric Pillot.

### Essais
- La Pension Belhomme : une prison de luxe sous la Terreur, Paris, Fayard, 3 avril 2002, 494 p. (ISBN 2-213-61211-0, BNF 38850568)
- Douze tyrans minuscules : les policiers de Paris sous la Terreur, Paris, Fayard, 18 mars 2003, 377 p. (ISBN 2-213-61543-8, BNF 38970918)

### Théâtre
- Mademoiselle se marie : théâtre, Cholet, Éditions Hérault, 1996, 46 p. (ISBN 2-7407-0099-7, BNF 35848342)  — Ouvrage publié par « Les Trois Coups ». Premier Prix d'écriture théâtrale de l'association Les Trois Coups, Cholet, 1995. Créée en 1996 au Montmartre-Galabru, à Paris.
- Le Gouffre de Kassopé, éditeur=Independently published 1994. Pièce en cinq actes créée le 10 septembre 2023 sur le site archéologique de Kassopé (Epire, Grèce) pour célébrer la restauration du théâtre antique.

### Nouvelle
- Écrits et chuchotements, dans l'anthologie À peine entré dans la librairie... La Griffe noire, 30 ans. Paris : Télémaque, 06/2018, p. 189-200.  (ISBN 978-2-7533-0357-7)

## Récompenses
- Prix François-Mauriac 1999 pour Les Princesses vagabondes
- Prix Arsène Lupin 2011 pour Voltaire mène l'enquête : La baronne meurt à cinq heures[6]

## Sources
- Claude Mesplède (dir.), Dictionnaire des littératures policières, vol. 2 : J - Z, Nantes, Joseph K, coll. « Temps noir », 2007, 1086 p. (ISBN 978-2-910686-45-1, OCLC 315873361), p. 177-178.
- Encyclopædia Universalis, entrée "Policier roman".